# Ниязбеков, Шакен Онласынович
Шакен Онласынович Ниязбеков (каз. Шәкен Оңласынұлы Ниязбеков; 3 апреля 1938, Джамбул, Казахская ССР — 16 августа 2014, Алма-Ата, Казахстан) — казахский художник, автор современного флага Казахстана. Заслуженный деятель искусств Казахской ССР (1981).

## Биография
Родился 12 октября 1938 года в городе Джамбул (сейчас Тараз) в Казахской Советской Социалистической Республике.
Окончив школу, поступил в знаменитое тогда «Мухинское училище» (так иногда в СМИ называют Ленинградское высшее художественно-промышленное училище им. В. И. Мухиной). Во время обучения принял участие в реставрационных работах Исаакиевского собора, Эрмитажа, нескольких дворцов. В следующие тридцать лет активно принимал участие во множестве художественных конкурсов.
Многие картины художника, такие как «Құрманғазы», «Көбік шашқан», «Исатай Тайманов», «Абай», «Шоқан Уәлиханов», «Мұхтар Әуезов», «Сырым Датұлы», «Жамбыл», «Қазақстаннан келген солдат», «Ана», считаются очень ценными и часто становятся экспонатами на выставках.
Также является автором герба Алма-Аты.

### Создание флага Республики Казахстан

Флаг Казахстана, созданный Шакеном Ниязбековым

В 1992 году он принял участие в конкурсе на государственный флаг Республики Казахстан. Всего на конкурс было отправлено более 600 работ 1200 художников из Казахстана, стран СНГ, Монголии, Германии, Турции и многих других стран. Флаг, созданный Шакеном Ниязбековым, прошёл несколько этапов отбора, и выиграл в конкурсе. 4 июня 1992 года был принят Закон Республики Казахстан «О Государственном флаге Республики Казахстан». Согласно тексту этого Закона:

Статья 3. Государственный флаг Республики Казахстан представляет собой прямоугольное полотнище бирюзового цвета с изображением в его центре солнца с лучами, под которым — парящий орёл. У древка — вертикальная полоса с национальным орнаментом. Изображения солнца, лучей, орла и орнамента — цвета золота. Отношение ширины флага к его длине — 1:2.

## Награды
- Орден «Парасат» (2008 год)[5]
- Орден «Курмет»
- Медаль «Астана» (1998 год)
- Медаль «10 лет независимости Республики Казахстан» (2001 год)
- Медаль «10 лет Конституции Республики Казахстан» (2005 год)
- Заслуженный деятель искусств Казахской ССР (1981 год)